# Гомоморфізм Бокштейна
У гомологічній алгебрі, гомоморфізм Бокштейна є звязуючим гомоморфізмом для короткої точної послідовності:
{\displaystyle 0\to P\to Q\to R\to 0}
абелевих груп, якщо вони використовуються як коефіцієнти гомологічних груп ланцюгового комплекса C. 
У цьому випадку однозначно визначається гомоморфізм
{\displaystyle \beta \colon H_{i}(C,R)\to H_{i-1}(C,P).}
Більш детально, у означенні C є комплексом вільних абелевих груп або більш загально абелевих груп без кручень, а гомологія обчислюється для комплексів одержаних за допомогою тензорного добутку груп у точній послідовності із групами із C. Оскільки абелеві групи без кручень є плоскими модулями то в результаті одержується коротка точна послідовність ланцюгових комплексів і гомоморфізм {\displaystyle \beta } одержується стандартним методом за допомогою леми про змію.
Подібно будується і гомоморфізм для когомологічних груп:
{\displaystyle \beta \colon H^{i}(C,R)\to H^{i+1}(C,P).}
Найважливішими на практиці є гомоморфізми Бокштейна {\displaystyle \beta } для точних послідовностей коефіцієнтів
{\displaystyle 0\to \mathbb {Z} /p\mathbb {Z} \to \mathbb {Z} /p^{2}\mathbb {Z} \to \mathbb {Z} /p\mathbb {Z} \to 0,} особливо для простих чисел p.
У цьому випадку для гомоморфізма Бокштейна також:
{\displaystyle \beta \beta =0},
{\displaystyle \beta (a\cup b)=\beta (a)\cup b+(-1)^{\dim a}a\cup \beta (b)};
іншими словами гомоморфізм Бокштейна є супердеривацією на когомологічному кільці з коефіцієнтами за модулем p.
Гомоморфізма Бокштейна у цьому випадку використовується як один із породжуючих елементів алгебри Стінрода.